# Tschaltyr
Tschaltyr (russisch Ча́лтырь) ist ein Dorf (selo) in der Oblast Rostow in Russland mit 15.334 Einwohnern (Stand 14. Oktober 2010).

## Geographie
Der Ort liegt knapp 20 km Luftlinie nordwestlich des Zentrums der Oblasthauptstadt Rostow am Don. Er befindet sich am Mokry Tschaltyr, einem kleinen Zufluss des rechten äußersten rechten Don-Armes Mjortwy Donez, der gut 20 km westlich ins Asowsche Meer mündet.
Tschaltyr ist Verwaltungszentrum des Rajons Mjasnikowski sowie Sitz der Landgemeinde Tschaltyrskoje selskoje posselenije, zu der außerdem der Weiler Mokry Tschaltyr (fast unmittelbar südwestlich anschließend) gehört. Ein großer Teil der Einwohner des Dorfes wie auch weiterer Ortschaften des Rajons gehören der armenischen Minderheit an.

## Geschichte
Der Ort wurde 1779 – neben der Stadt Nachitschewan am Don (Nor-Nachitschewan) sowie vier weiteren Dörfern in der Umgebung von Rostow am Don – von Armeniern gegründet, die sich per Ukas der russischen Kaiserin Katharina II. ebenso wie weitere christliche Bewohner der Krim, wie Griechen, in anderen Teilen Südrusslands ansiedeln konnten. Die heutige Namensform ist von der ursprünglichen armenischen Bezeichnung Tschaltr (armenisch Չալթր) abgeleitet.
1926 kam Tschaltyr zum neu geschaffenen Mjasnikowski rajon, benannt nach dem Revolutionär und sowjetischen Politiker Alexander Mjasnikow (1886–1925; eigentlich Mjasnikjan, in Nachitschewan gebürtiger Armenier), und wurde nach der Eingemeindung von Nachitschewan nach Rostow 1928 zum Verwaltungssitz des Rajons.
Im Zweiten Weltkrieg war der Ort vom 17. November 1941 bis Februar 1943 von der deutschen Wehrmacht besetzt.

### Bevölkerungsentwicklung
| Jahr | Einwohner |
| ---- | --------- |
| 1939 | 8.665     |
| 1959 | 7.983     |
| 1970 | 10.238    |
| 1979 | 10.924    |
| 1989 | 13.078    |
| 2002 | 14.711    |
| 2010 | 15.334    |

Anmerkung: Volkszählungsdaten

## Verkehr
Am Südrand des Ortes verläuft die föderale Fernstraße A280 (vormals M23; zugleich Europastraße 58), die von Rostow entlang der Nordküste des Asowschen Meeres über Taganrog zur ukrainischen Grenze führt.
Etwa 3 km südlich des Ortszentrums, am Ufer des Don, befindet sich der Bahnhof Mokry Tschaltyr an der auf diesem Abschnitt seit 1961 elektrifizierten Eisenbahnstrecke Moskau – Charkiw – Taganrog – Rostow am Don (Streckenkilometer 1321), die in der Sowjetunion Teil der wichtigsten Verbindung im Personenverkehr zwischen Moskau und dem Kaukasus sowie der kaukasischen Schwarzmeerküste war. Nach dem Zerfall der Sowjetunion hat die Strecke aufgrund ihres Verlaufes durch die Ukraine diese Bedeutung an die östlichere Verbindung über Woronesch verloren.

## Söhne und Töchter Tschaltyrs
- Sarkis Saltykow (1905–1983), armenisch-russischer Metallurg und Hochschullehrer